# Combretum subglabratum
Combretum subglabratum är en tvåhjärtbladig växtart som beskrevs av De Wild. Combretum subglabratum ingår i släktet Combretum och familjen Combretaceae. Inga underarter finns listade i Catalogue of Life.